# Plectreurys zacateca
Espèce
Plectreurys zacateca est une espèce d'araignées aranéomorphes de la famille des Plectreuridae.

## Distribution
Cette espèce est endémique du Zacatecas au Mexique,.

## Description
Le mâle holotype mesure 12 mm et la femelle 16,5 mm.

## Étymologie
Son nom d'espèce lui a été donné en référence au lieu de sa découverte, le Zacatecas.

## Publication originale
- Gertsch, 1958 : The spider family Plectreuridae. American Museum Novitates, no 1920, p. 1-53 (texte intégral).